# Laigné-Saint-Gervais
Laigné-Saint-Gervais is een fusiegemeente (commune nouvelle) in het Franse departement Sarthe in de regio Pays de la Loire. De gemeente maakt deel uit van het arrondissement Le Mans. Laigné-Saint-Gervais telde op 1 januari 2022 4.260 inwoners.

## Ontstaan
Laigné-Saint-Gervais is op 1 januari 2025 ontstaan door de fusie van de gemeenten Laigné-en-Belin en Saint-Gervais-en-Belin.

## Geografie
De oppervlakte van Laigné-Saint-Gervais bedroeg op 1 januari 2022 22,25 vierkante kilometer; de bevolkingsdichtheid was toen 191,5 inwoners per km².

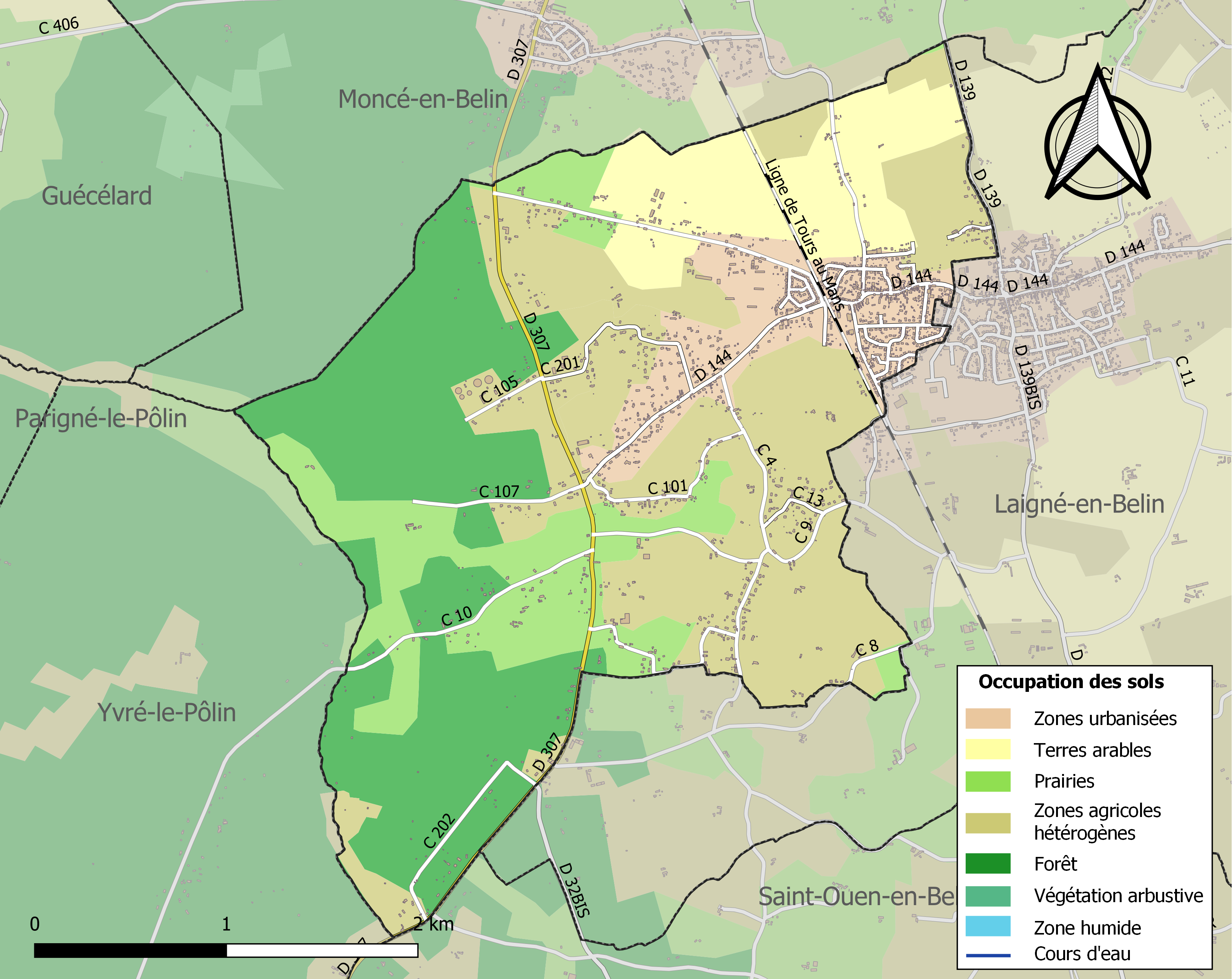
Saint-Gervais-en-Belin
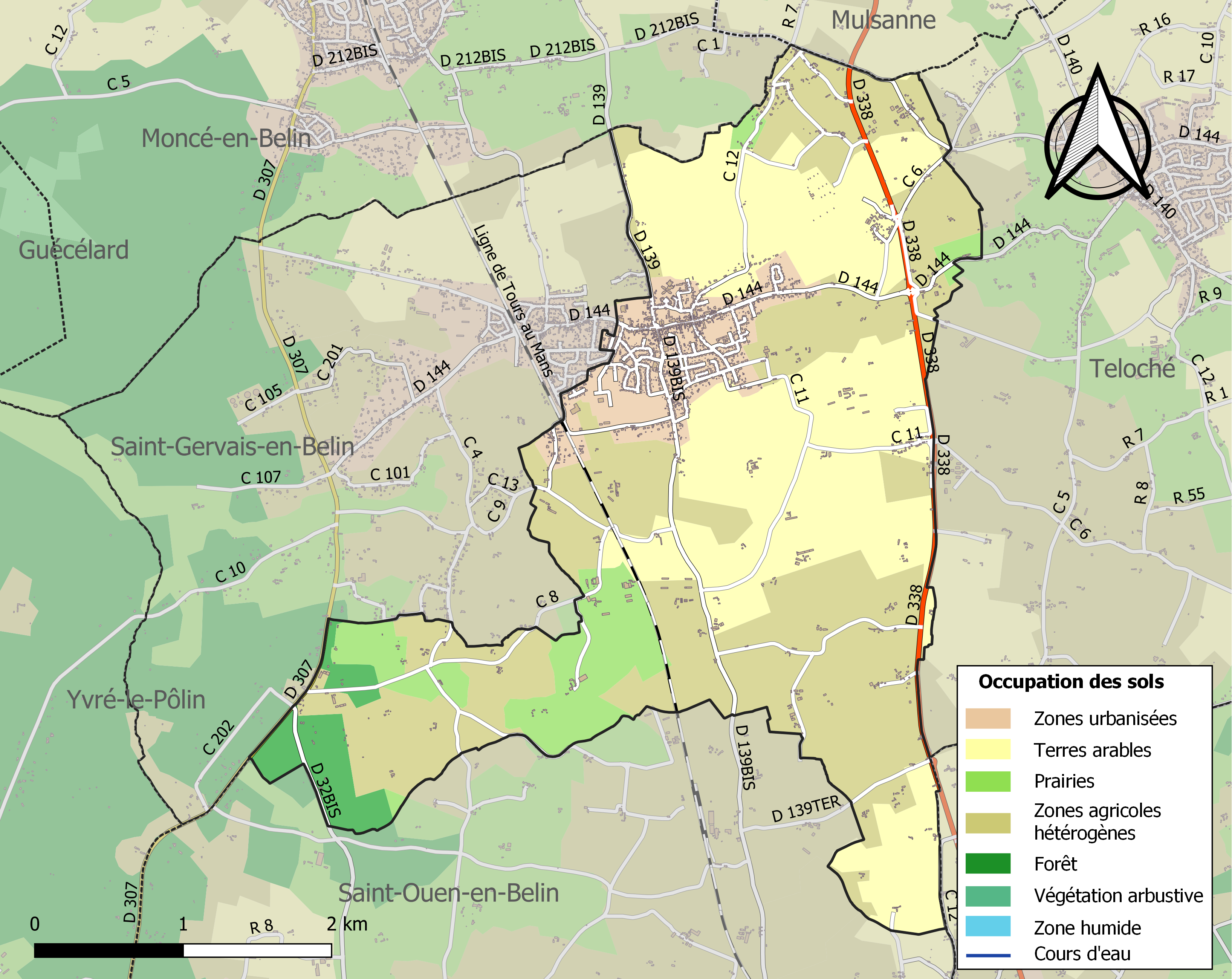
Laigné-en-Belin-Sols